# Asplenium solmsii
Asplenium solmsii är en svartbräkenväxtart som beskrevs av Bak. och William Botting Hemsley. Asplenium solmsii ingår i släktet Asplenium och familjen Aspleniaceae. Inga underarter finns listade.